# إبلي سفلي
إبلي سفلي هي قرية في مقاطعة كوثر، إيران. عدد سكان هذه القرية هو 132 في سنة 2006.